# Lijn 11 (metro van Shanghai)
Lijn 11 is een lijn van de metro van Shanghai. De lijn loopt van zuidoost naar noordwest, van Shanghai Disney Resort in het stadsdeel Pudong naar North Jiading in het stadsdeel Jiading. Een deel van de treinen rijdt in Jiading na station Jiading Xincheng via een zijtak van de lijn naar eindpunt Huaqiao in de stad Kunshan. Hiermee is lijn 11 de eerste metrolijn die de gemeentegrenzen van Shanghai overschrijdt. In Huaqiao kan ook overgestapt worden op een metrostel van lijn 11 van de Metro van Suzhou.
Lijn 11 is met 82,4 kilometer de langste metrolijn in het netwerk van Shanghai. De gebruikte lijnkleur is bruin.